# Daniel Raub
Daniel Raub (* 1981 in Göttingen) ist ein deutscher Koch.

## Werdegang
Daniel Raub wuchs in Friedland auf, wo sein Großvater 1967 das Hotel-Restaurant Biewald eröffnet hatte. Seine Ausbildung startete Raub im Restaurant Hohenhaus im hessischen Herleshausen, das seinerzeit mit einem Michelin-Stern ausgezeichnet war.
Dann ging er zu Drei-Sterne-Koch Dieter Müller im Schlosshotel Lehrbach in Bergisch Gladbach und als Souchef zum Hotel Königshof in Bonn.
Nach dem Abschluss zum Küchenmeister wurde er Küchenchef Hotel Wald-Café in Bonn. 2007 kehrte er zum elterlichen Betrieb nach Friedland zurück, das gerade Insolvenz anmelden musste.
Er eröffnete die Genießer Stube in Friedland, die 2014 mit einem Michelinstern ausgezeichnet wurde.

## Auszeichnungen
- 2014–2023: Ein Michelinstern für das Restaurant Genießer Stube in Friedland[4][5]